# Liễu Hạ Huệ
Liễu Hạ Huệ (tiếng Hán: 柳下惠, 720 TCN- 621 TCN), tính Cơ (姬) thị Triển (展), tên Cầm (禽), tên tự là Trạch (禽), lại có tự là Quý (季), nên còn gọi là Liễu Hạ Quý (柳下季), Triển Cầm (展禽), hay Triển Hoạch (展獲), là người đất Liễu Hạ (柳下), nước Lỗ, thời Xuân Thu, nổi tiếng là một chính nhân quân tử.
Liễu Hạ Huệ làm Sĩ Sư, ba lần bị truất mà không bỏ nước. Có người hỏi, ông trả lời: "Lấy đạo ngay mà thờ người thì đi đâu mà không bị ba lần truất. Nếu lấy đạo cong thì hà tất phải bỏ nước của cha mẹ". Sau khi chết, được đặt tên thụy là Huệ. Mạnh Tử khen ông là bậc thánh về Hòa (Thánh chi hòa 聖之和). Nguyễn Du trong Bắc hành tạp lục đã làm bài thơ viếng mộ ông.
柳下惠墓
吳店橋通泗水波
士師名蹟未消磨
事人直道寧三黜
作聖全功在一和
相對尼山長有魯
可憐盜跖已無家
碑殘字沒埋荒草
天古聞風一下車
Liễu Hạ Huệ mộ
Ngô Điếm kiều thông Tứ thủy ba
Sĩ Sư danh tích vị tiêu ma
Sự nhân trực đạo ninh tam truất
Tác thánh toàn công tại nhất hòa
Tương đối Ni Sơn trường hữu Lỗ
Khả liên Đạo Chích dĩ vô gia
Bi tàn tự một mai hoang thảo
Thiên cổ văn phong nhất há xa
Mộ Liễu Hạ Huệ (Dịch nghĩa)
Dưới cầu Ngô Điếm sông Tứ chảy
Tiếng tăm của bậc Sĩ sư vẫn chưa mất
Lấy đạo ngay thẳng thờ người, ba lần chịu mất chức
Nên công bậc thánh ở chữ "Hòa"
Đối mặt Ni Sơn, nước Lỗ còn mãi mãi
Thương cho Đạo Chích kẻ không nhà
Bia tàn chữ mất chôn vùi nơi cỏ hoang
Nghìn năm còn nghe tiếng, tôi xuống xe
(Dịch thơ: Đặng Thế Kiệt)
Sông Tứ dưới cầu Ngô Điếm qua
Danh thơm kẻ sĩ chửa phôi pha
Đạo ngay xử thế ba lần truất
Bậc thánh nên công một đức Hòa
Đối mặt Ni Sơn vinh nước tổ
Thương thân Đạo Chích hổ danh nhà
Bia tàn chữ mất vùi gai góc
Nghe tiếng nghìn năm tôi xuống xe

## Điển tích gần phụ nữ
Liễu Hạ Huệ một hôm dừng chân nghỉ qua đêm trước cổng thành, có một phụ nữ cũng đến trú chân. Trời lạnh người phụ nữ này bị cảm lạnh rét cóng, Liễu Hạ Huệ liền cởi áo mình ra khoác lên người cô ta rồi ôm vào lòng để cô ta hết lạnh, mà trong lòng không hề có một chút tà tâm.
Lại có lần Liễu Hạ Huệ ngồi xe ngựa với đàn bà, đi cả quãng đường dài mà mắt ông chỉ nhìn thẳng chứ không hề liếc ngang lần nào.